# Nk.pl
nk.pl (do 2010 nasza-klasa.pl) – polski serwis społecznościowy działający od 11 listopada 2006 do 27 lipca 2021. W latach 2015–2021 kontrolowany przez niemiecko-szwajcarski koncern Ringier Axel Springer Polska (100% udziałów). Jego pierwotnym celem było umożliwienie użytkownikom odnalezienia osób ze swoich szkolnych lat i odnowienie z nimi kontaktu. Z czasem serwis nabrał charakteru wielopoziomowej platformy komunikacji dla polskich użytkowników internetu, w którym oprócz odnawiania znajomości można było grać w różnego rodzaju gry.
Serwis nk.pl był 224. pod względem popularności stroną internetową w Polsce według danych portalu Alexa (stan na 18 stycznia 2019). W czerwcu 2010 roku na portalu istniało około 14 milionów aktywnych kont użytkowników, jednakże ocenia się, że 6% kont to konta fikcyjne. W 2020 roku strona zanotowała 1,08 mln użytkowników i 38,38 mln odsłon, średnio 35,7 na odwiedzającego.
26 maja 2021 roku ogłoszono zakończenie działalności serwisu, tego samego dnia zlikwidowano możliwość zakładania nowych kont. 27 lipca 2021 o godzinie 23:59 serwis nk.pl został zamknięty.

## Możliwości
Zgodnie z pierwotnym przeznaczeniem serwisu, nk.pl udostępniała listę szkół i klas, do których użytkownik mógł dopisać się jako uczeń, nauczyciel lub gość, lub też jedynie obejrzeć, kto do danej klasy się zapisał. Lista ta jednak szybko poszerzyła się o organizacje harcerskie, jednostki wojskowe itp. Ponadto, w tzw. Nibylandii, umieszczone były fikcyjne szkoły.
Poza możliwością wyszukiwania znajomych dzięki liście uczniów i nauczycieli poszczególnych szkół i klas udostępniona była wyszukiwarka, w której można było znaleźć znajomych po podaniu takich kryteriów jak imię, nazwisko, pseudonim, wiek, płeć lub lokalizacja.

### Profile użytkowników
W profilach użytkowników można było znaleźć liczne dane o nich, m.in. podstawowe dane osobowe, galerie zdjęć czy listy szkół i klas, do których się dopisali. Do profili można było dodawać komentarze lub wysyłać ich właścicielom wirtualne prezenty (w przeważającej większości płatne). Galerie zdjęć użytkowników podzielone były na albumy. Zdjęcia można było komentować, oceniać lub – jeżeli autor wyraził na to zgodę – przypinać do nich tzw. „pinezki”, tym samym informując innych oglądających, kto w danym miejscu znajdował się na zdjęciu.

### Komunikacja
Udostępnione były dwie metody osobistej komunikacji pomiędzy użytkownikami. Pierwszą z nich była przypominająca tradycyjną skrzynkę e-mail poczta, drugą zaś komunikator internetowy nktalk. Umożliwiał on rozmowy z aktywnymi znajomymi w czasie rzeczywistym oraz ustawianie statusów i opisów. Dzięki zastosowaniu w komunikatorze protokołu XMPP, możliwe było prowadzenie rozmów ze znajomymi z poziomu dowolnego programu obsługującego ten protokół.
9 września 2009 nasza-klasa.pl wprowadziła nową funkcję do serwisu – Śledzik (późniejsza nazwa „Wpisy”), był to rodzaj mikrobloga. Użytkownik mógł kogoś śledzić (tzn. widzieć wpisy śledzonych osób na stronie głównej) i być śledzonym przez innych (tzn. widzieć jego wpisy na stronie głównej mogą tylko osoby, które go śledzą). Wpisy, poza samym tekstem, mogły zawierać adresy internetowe, filmy wideo z serwisów typu YouTube oraz zdjęcia.
W 2010 wprowadzono grupy, można było dołączyć do istniejących grup lub założyć własną. Funkcja łączyła w sobie Wpisy, Galerię zdjęć, a także Forum i służyła do budowania wirtualnych społeczności wokół wspólnych zainteresowań, a także firm, produktów i marek. Wygląd grup mógł być personalizowany.

### Gry
Gry wprowadzono latem 2010 roku, mogli w nie grać tylko zalogowani użytkownicy. Gry zawierały funkcje społecznościowe, np. pozwalając na rywalizację ze znajomymi lub dzielenie się informacjami o postępach na Śledziku.

### Pan Gąbka
Maskotka serwisu NK.pl. Do niego nawiązuje nazwa waluty portalu „eurogąbka”, pozwalającej na korzystanie z mikropłatności w grach, płatnej funkcjonalności portalu czy wirtualnych prezentów. Wraz z ogłoszeniem zamknięcia serwisu, postać przeniosła się do Gameplanet.onet.pl.

## Historia

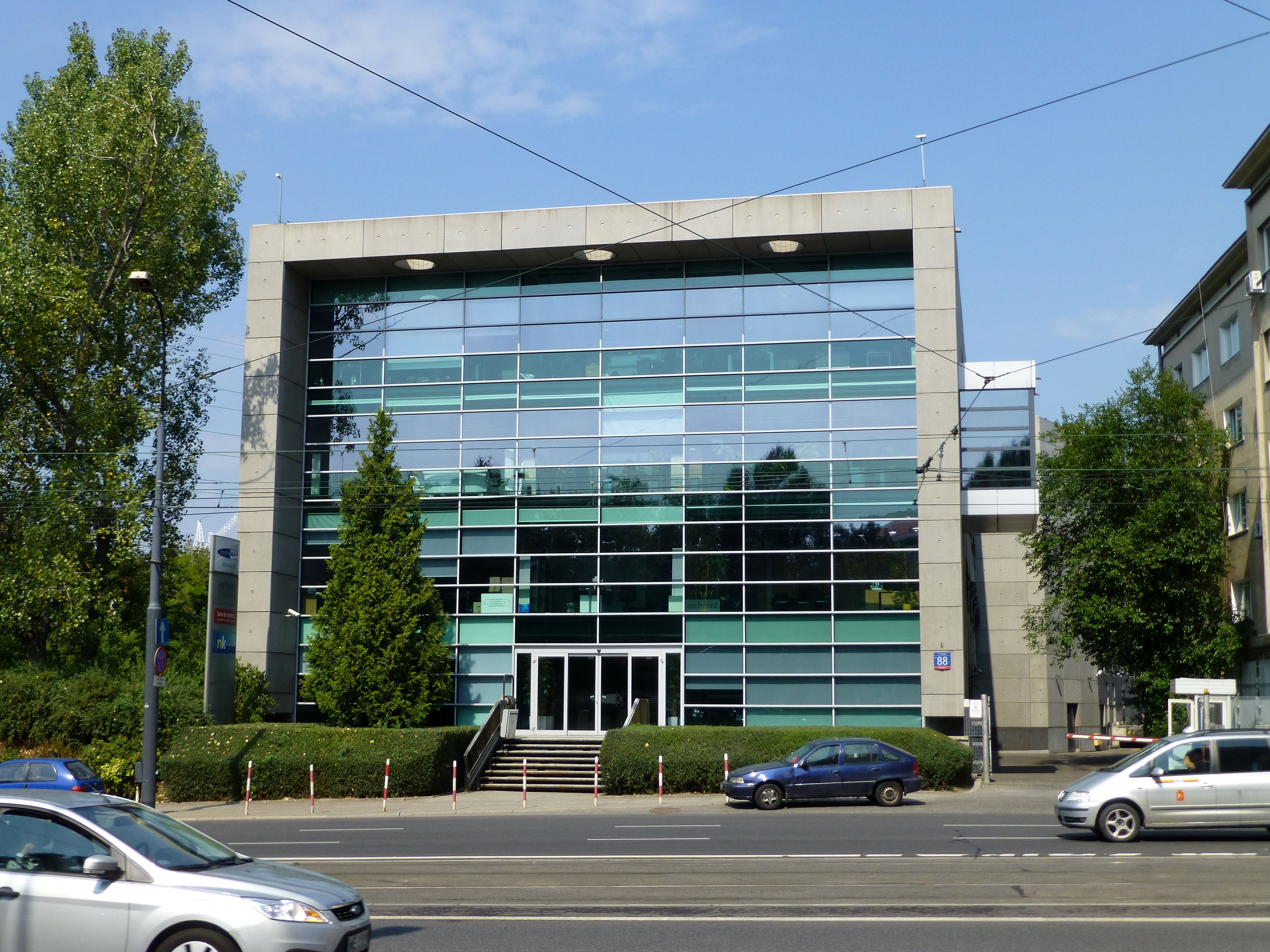
Warszawska siedziba firmy, budynek Reprograf przy ul. Wolskiej

Serwis nasza-klasa.pl wzorowany był na amerykańskim serwisie społecznościowym classmates.com, założonym w 1995 roku.
11 listopada 2006 student informatyki na Uniwersytecie Wrocławskim Maciej Popowicz wraz z Pawłem Olchawą, Michałem Bartoszkiewiczem i Łukaszem Adzińskim utworzyli portal nasza-klasa.pl. Nazwa portalu nawiązywała do tytułu piosenki „Nasza klasa” Jacka Kaczmarskiego.
W dniach 1–7 stycznia 2010 szata graficzna portalu uległa kilku drobnym zmianom; do najważniejszych zaliczyć należy nowe logo strony, tematu przewodniego oraz zmiana rozdzielczości ekranu (1024×768 pikseli).

### Rebranding i kontrowersje
22 czerwca 2010 nasza-klasa.pl zmieniła się w nk.pl. Posunięcie to spowodowane było zmianą charakteru serwisu; następnie stopniowo wygasało pierwotne przeznaczenie portalu, jakim było odnajdywanie znajomych ze szkolnych lat, ustępując miejsca tworzeniu wielopoziomowej platformy komunikacyjnej dla polskich internautów. Wiązało się to z wprowadzeniem nowych funkcji (m.in. komunikator NKtalk, mikroblog, wpisy, grupy, śledzik, ocenianie zdjęć).
Aby korzystać z serwisu nk.pl, dotychczasowi użytkownicy naszej-klasy.pl musieli zaakceptować nowy regulamin, który wywołał liczne kontrowersje w związku z koniecznością zgody na przetwarzanie i wykorzystanie zdjęcia głównego umieszczonego w ramach portalu wraz z imieniem, nazwiskiem lub pseudonimem (również w celach reklamowych spółki i jej kontrahentów, w ramach serwisu lub poza serwisem).

### Spadek oglądalności i utrata pozycji rynkowej na rzecz konkurencji
Zmiany dokonane na portalu (m.in. polityka dotycząca ochrony danych osobowych, obarczanie użytkowników dodatkowymi kosztami za dawniej darmowe funkcje, inwazyjne reklamy) spowodowały gwałtowny spadek oglądalności; serwis został wyprzedzony przez Wikipedię i znalazł się poza pierwszą dziesiątką najczęściej odwiedzanych witryn (przed zmianami w 2010 korzystało z niego około 14 mln użytkowników). Ponadto, dotąd mniej popularny w Polsce Facebook, wyprzedził najpopularniejszy dotychczas portal społecznościowy w Polsce, plasując się w ścisłej czołówce rankingu najczęściej odwiedzanych stron internetowych w Polsce. 17 maja 2021 administracja serwisu wprowadziła zmiany w regulaminie polegające na usuwaniu nieaktywnych kont użytkowników, do których nie było logowania się dłużej niż 24 miesiące.

### Właściciele serwisu
W 2007 roku założyciel serwisu Maciej Popowicz sprzedał niemieckiemu funduszowi venture capital European Founders swoje 20% udziałów „Naszej klasy”, której całkowita wartość oceniana była wówczas na 15 mln zł. Między styczniem a czerwcem 2008 roku większościowy pakiet udziałów w serwisie nabyło przedsiębiorstwo Forticom, za który zapłaciło 200 milionów złotych. Właścicielem 70% udziałów do 2014 roku była zarejestrowana na Cyprze spółka Excolimp (prowadzona przez wcześniejszych udziałowców przedsiębiorstwa Forticom, które było niegdyś właścicielem większości udziałów serwisu), pozostałe udziały należały do polskich założycieli serwisu. W listopadzie 2014 roku serwis nk.pl został kupiony przez Grupę Onet.pl, a w lutym 2015 roku Urząd Ochrony Konkurencji i Konsumentów wydał zgodę na transakcję. 1 czerwca 2015 Grupa Onet.pl oficjalnie przejęła spółkę Nasza Klasa, przenosząc na siebie jej majątek. W 2018 roku spółka Onet Holding sp. z o.o. połączyła się z Ringier Axel Springer Polska sp. z o.o. Tym samym od września 2018 do końca istnienia serwisu właścicielem nk.pl był Ringier Axel Springer Polska sp. z o.o.

### Zamknięcie
Serwis został zamknięty 27 lipca 2021 roku o godzinie 23:59, do czego użytkownicy platformy byli stopniowo przygotowywani poprzez wygaszanie kolejnych funkcji i poinformowanie o zamknięciu przez właściciela serwisu 26 maja 2021. Po zamknięciu serwisu adres internetowy pozostał aktywny, zawierając informację o jego zamknięciu.

### Zagraniczne odpowiedniki serwisu
Mimo dominującej popularności serwisu społecznościowego Facebook (na początku swojego istnienia ten serwis również był przeznaczony przede wszystkim dla osób studiujących na Uniwersytecie Harvarda) większość krajów z rozległą siecią internetową posiada jednak w językach narodowych podobne aktywne serwisy społecznościowe zorientowane na przeszłość szkolną i akceptują one także konta fikcyjne. Są to np. w Rosji OK (dawniej odnoklassniki.ru), we Francji trombi.com, w Niemczech stayfriends.de, w Holandii schoolbank.nl oraz w USA classmates.com.